# Пихтовый лес

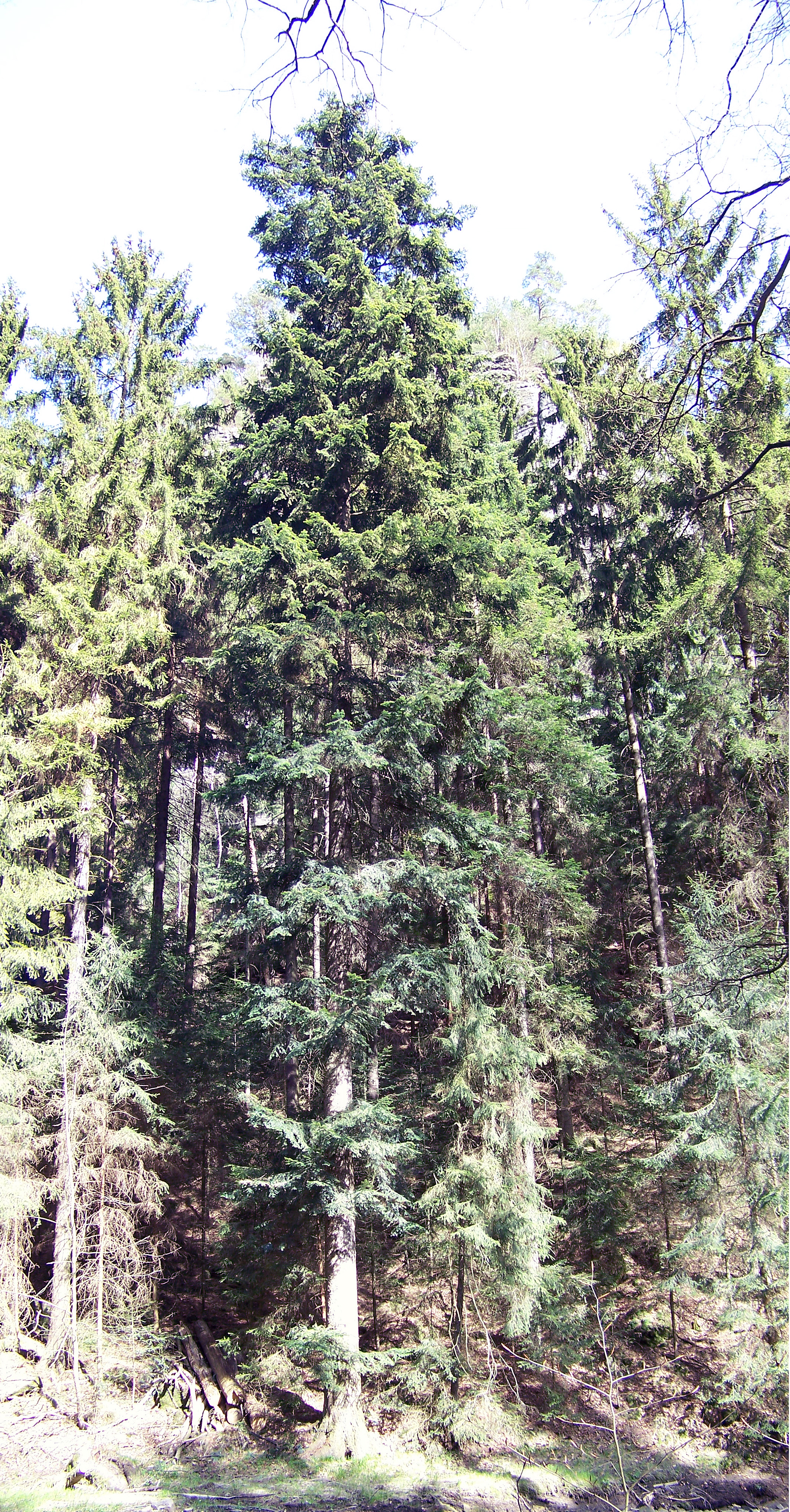
Лес из пихты белой (Abies alba) в верхнем бассейне реки Эльбы

Пи́хтовый лес (пихто́вник, пихтач, пихтарник) — лес, в котором лесообразующей породой является пихта. Это — темнохвойный, иногда смешанный лес. В примеси присутствуют ели, кедровые сосны, а также другие хвойные деревья; лиственные породы представлены берёзой, осиной, буком, дубом, клёном и другими.

## Описание лесообразующей породы
Пихта (Abies) — род хвойных вечнозелёных деревьев семейства Сосновые (Pinaceae). Ствол прямой, высотой 30—60 м, реже до 100 м, диаметром от 0,5 до 2 м, с густой конусовидной кроной, образованной мутовками ветвей, имеются и межмутовочные побеги. Хвоя плоская, на верхушке часто раздвоенная, снизу имеет две беловатые полоски. Хвоинки расположены спирально.
Кора светлая, тонкая, как правило, содержит смоловместилища, имеющие вид желваков, которые содержат живицу.
Шишки находятся на концах прошлогодних побегов вверху кроны. Цвет молодых шишек зелёный или красноватый, у зрелых — фиолетовый или коричневый, созревают в первый год, при этом опадают крылатые семена и чешуи. Шишки у пихты овальные или цилиндрические, со спиральным расположением чешуй, и, в отличие от большинства остальных хвойных, прямостоячие.
Мужские колоски (микростробилы) имеют жёлтые или красные пыльники, они располагаются поодиночке в пазухах хвои наверху двухлетних побегов внизу кроны.
Пихты теневыносливы, влаголюбивы, требовательны к почве, устойчивы к ветрам и многие виды к морозам. Средняя продолжительность жизни — 200 лет. Представители некоторых видов (пихта Нордмана), доживают до 500—700 лет.

## Распространение
Основным ареалом пихтовых лесов является тайга Северного полушария, также они произрастают в верхней части горно-лесного пояса в умеренно тёплой и субтропической зонах Евразии (30 млн га), Северной и Центральной Америки (25 млн га). Во всём мире пихтовые леса занимают территорию 55 млн га, общий запас древесины в них составляет около 7 млрд м³.
На Кавказе в пихтовых лесах, распространённых на площади около 320 тыс. га, на высоте от 300 до 2000 м, главным лесообразующим видом древостоя (как правило разновозрастного, нередко с примесью бука), является пихта Нордмана. Эти леса обладают наиболее высокой продуктивностью. В благоприятных условиях они обладают запасом древесины 800—900 м³/га, иногда даже до 2200 м³/га.
В Средней Азии, в горных районах Таласского Алатау и Чаткальского хребта, произрастают леса из пихты Семёнова, они очень важны в водоохранном и рекреационном значении.
На Дальнем Востоке произрастают смешанные пихтовые леса, имеющие заметное разнообразие пород. На юге Приморского края произрастают леса из пихты цельнолистной, имеющие в составе древостоя дуб зубчатый, граб сердцелистный, клёны, берёзу маньчжурскую и берёзу Шмидта, липы и другие. Насаждения в основном сложного состава с различными подлеском и древостоями (средний запас древесины) 150—200 м³/га). На материковой части Дальнего Востока много смешанных лесов пихты белокорой, в которых присутствуют ель аянская, корейский кедр (кедровая сосна корейская), дуб монгольский, в подлеске — берёза шерстистая, липа амурская и липа Таке. Насаждения по склонам Сихотэ-Алиня, в бассейне Амура, на высоте 200—1200 м являются пихтово-еловыми папоротниковыми (запасом древесины 400—500 м3/га). Дальневосточные пихтовые леса занимают территорию около 800 тыс. га.
Примерно такой же ареал (около 720—750 тыс. га) у пихтовых лесов острова Сахалин и Курильских островов. Лучшие типы леса находятся на юге острова Сахалин — это елово-пихтовые (с примесью ели аянской и пихты сахалинской) папоротниковые леса, в которых имеются широколиственные породы (запасом древесины 400—450 м3/га). На склонах гор до высоты 250—350 м преобладают елово-пихтовые насаждения, с травяным ярусом из папоротников, осок и разнотравья (запас древесины до 450 м³/га).
В результате деятельности человека на месте черничных и травяных елово-пихтовых лесов образовались вторичные разрежённые елово-пихтовые насаждения с густым подлеском из курильского бамбука, препятствующим развитию подроста хвойных пород (запас древесины 120—180 м³/га).
В середине Сахалина, на высоте до 200—400 м, произрастают елово-пихтовые зеленомошные леса (запас древесины 400—600 м³/га). На высоте до 650 м произрастают елово-пихтовые леса с нижним ярусом из черники овальнолистной (запас древесины до 250 м³/га). На полуострове Камчатка остался единственный участок леса из пихты камчатской (изящной), имеющий площадь всего лишь около 15 га.
В Западной и Центральной Европе леса из пихты белой произрастают в горах на высоте 900—1800 м, их ареал занимает территорию площадью около 1 млн га. Эти леса очень важны для сохранности почвенных вод.
В Юго-Восточной Азии произрастают высокогорные (на высоте 3500—4200 м) пихтовые леса, в составе которых 18 видов пихт.